# 명지고등학교
명지고등학교(明知高等學校)는 대한민국 서울특별시 서대문구 홍은동에 있는 사립 고등학교로 1948년 개교하였다.

## 학교 연혁
- 1948년 4월 12일 : 6년제 단국중학교 개교[1]
- 1958년 12월 23일 : 학교법인 명지학원 설립자 유상근[2] 박사 이사장으로 취임
- 1959년 2월 4일 : 재단명칭을 재단법인 방목학원으로 개칭
- 1959년 2월 27일 : 교명을  ‘서울 문리중․고등학교’  로 개칭
- 1959년 4월 7일 : 초대 교장 김성배 선생 취임
- 1964년 1월 31일 : 교명을  ‘명지중․고등학교’  로 개칭
- 1969년 2월 20일 : 서울특별시 중구 남산동에서 서대문구 남가좌동으로 교사 이전
- 1972년 12월 29일 : 서울특별시 서대문구 남가좌동에 명지여자고등학교 개교, 초대 전종배 교장 취임
- 1973년 2월 28일 : 서울특별시 서대문구 남가좌동에서 홍은동으로 이전
- 1974년 1월 21일 : 재단명칭을 학교법인 명지학원으로 개칭
- 1982년 10월 30일 : 고등학교 66학급(1,2부)으로 학급 증설
- 1997년 3월 1일 : 《명지고등학교》와 《명지여자고등학교》가 《‘서울 명지고등학교’》로 통합, 교장에 양근석 선생 취임
- 2006년 3월 1일 : 학급수 58학급 조정(2학급 감축) 및 특수학급 설치
- 2008년 3월 26일 : 대학 교수 출신의 송자 박사 학교법인 명지학원 이사장 취임
- 2021년 4월 1일 : 제12대 노태윤 교장 취임
- 2022년 2월 10일 : 제63회 졸업식(졸업생 455명) 졸업생 연인원 63,436명
- 2024년 3월 1일 : 제13대 김수상 교장 취임

## 참고 자료
- 명지고등학교 - 한국교육학술정보원 학교알리미